# Catherine Fleury-Vachon
Catherine Dominique Marie-Christine Fleury-Vachon (ur. 18 czerwca 1966 w Paryżu), francuska judoczka. Złota medalistka olimpijska z Barcelony.
Walczyła w kategorii do 61 kilogramów. Największy sukces odniosła na igrzyskach w Barcelonie, zwyciężając we wspomnianej wadze. Była mistrzynią świata (1989) i brązową medalistką tej imprezy (1991 i 1995) oraz medalistką mistrzostw Europy (złoto w 1989). Dwukrotnie zostawała mistrzynią Francji (1989 i 1990). Karierę zakończyła po igrzyskach w Atlancie w 1996. Startowała w Pucharze Świata w latach 1990–1993, 1995 i 1996.